# Arabidopsis
Genre
Classification phylogénétique
Arabidopsis est un genre de plantes herbacées de la famille des Brassicaceae. Ce sont de petites plantes ressemblant au chou et à la moutarde. Ce genre est d'un grand intérêt puisqu'il contient Arabidopsis thaliana, l’arabette de Thalius ou arabette des dames, un organisme modèle utilisé en biologie végétale et biologie fondamentale.

## Étymologie
Latin "arabis", de Arabia, Arabie : plantes croissant souvent dans des terrains secs et sablonneux, comme les déserts d'Arabie." (Flore de Hippolyte Coste)
Grec "opsis", aspect : port d'un arabis" (Flore de Paul Fournier)

## Reclassification

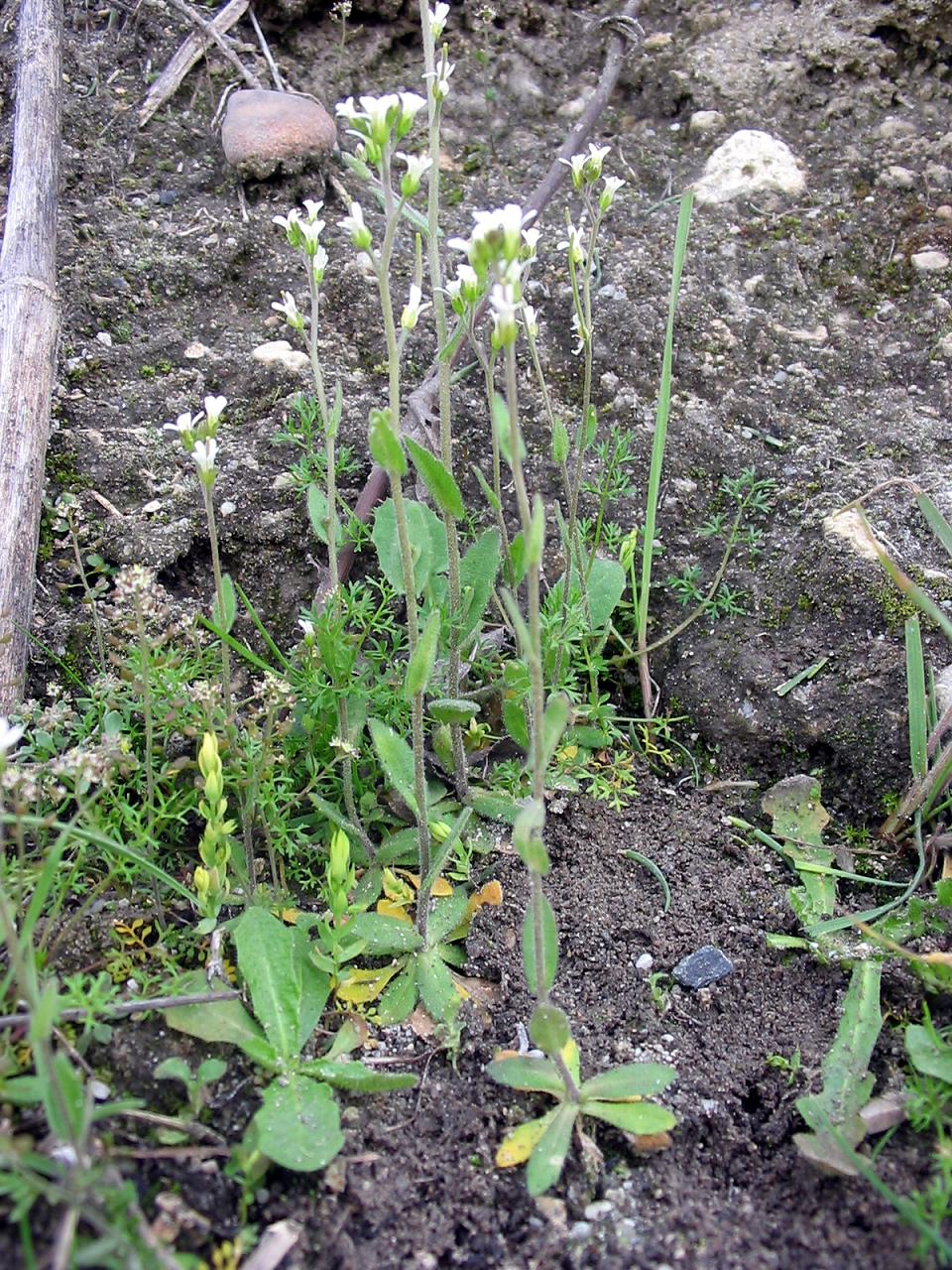
Arabidopsis thaliana habito

Actuellement, le genre Arabidopsis présente neuf espèces et huit sous-espèces supplémentaires reconnues. Cette classification est assez récente et est fondée sur les études phylogéniques morphologiques et moléculaires de O'Kane & Al-Shehbaz (1997, 2003).
Leurs analyses confirment que les espèces auparavant classées dans le genre Arabidopsis étaient polyphylétiques. La reclassification la plus récente repositionne deux espèces jadis placées dans les genres Cardaminopsis et Hylandra et trois espèces d’Arabis dans le genre Arabidopsis, mais exclut 50 espèces qui ont été reclassées dans les nouveaux genres :
Beringia, Crucihimalaya, Ianhedgea, Olimarabidopsis, Pseudoarabidopsis,… (voir liste ci-dessous)
Toutes les espèces d’Arabidopsis sont indigènes à l'Europe, alors que deux des espèces ont de vastes aires de répartition s’étendant également dans l’Amérique du Nord et l’Asie.
Depuis les années 1980, Arabidopsis thaliana s'est élevée au rang d'organisme modèle utilisé dans la communauté scientifique pour les études génétiques et de biologie moléculaire. Cette petite plante présente un petit génome (environ 120 Mb) dont la séquence d'ADN de ces cinq chromosomes est entièrement connue depuis 2000.

## Liste des espèces et variantes
- Arabidopsis arenosa (L.) Lawalrée, 1960
- Arabidopsis arenosa subsp. Arenosa

Distribution: Europe: native en Allemagne, Autriche, Biélorussie, Bosnie-Herzégovine, Bulgarie, Croatie, République Tchèque, NE France, Hongrie, N Italie, Lettonie, Lituanie, Macédoine, Pologne, Roumanie, Slovaquie, Slovénie, Suisse, Ukraine, et Yougoslavie; naturalisée en Belgique, au Danemark, en Estonie, Finlande, Pays-Bas, Norvège, Russie et Sibérie occidentale, et Suède; absente en Albanie, Grèce, Italie du centre et du sud, et de Turquie.
- A. arenosa subsp. Borbasii

Distribution: Est Belgique, République Tchèque, NE France, Allemagne, Hongrie, Pologne, Roumanie, Slovaquie, Suisse, Ukraine. présence non confirmée au Danemark.
- Arabidopsis cebennensis (D.C.)

Distribution: SE France.
- Arabidopsis croatica (Schott)

Distribution: Bosnie, Croatie.
- Arabidopsis halleri (L.)
- Arabidopsis halleri subsp. Halleri

Distribution: Autriche, Croatie, République Tchèque, Allemagne, Italie, Pologne, Roumanie, Slovaquie, Slovénie, Suisse, et Ukraine. Probablement introduite en France et éteinte en Belgique.
- Arabidopsis halleri subsp. Ovirensis (Wulfen)

Distribution: Albanie, Autriche, NE Italie, Roumanie, Slovaquie, Slovénie, S-O Ukraine, Yougoslavie.
- Arabidopsis halleri subsp. Gemmifera (Matsumura)

Distribution: Extrême-Orient russe, NE Chine, Corée, Japon, et Taïwan.
- Arabidopsis lyrata (L.)
- Arabidopsis lyrata subsp. Lyrata

Distribution: NE Russie européenne, Alaska, Canada (Ouest Ontario jusqu'à la Colombie britannique), SE, C USA.
- Arabidopsis lyrata subsp. petraea (Linnaeus)

Distribution: Autriche, République tchèque, Angleterre, Allemagne, Hongrie, Islande, Irlande, N. Italie, Norvège, N-O Russie, Sibérie et Extrême-Orient russe, Écosse, Suède, Ukraine, Alaska et Yukon. Apparemment éteinte en Pologne.
- Arabidopsis lyrata subsp. Kamchatica (Fischer ex D.C.)

Distribution: Alaska boréal, Canada (Yukon, District de Mackenzie, Colombie Britannique, NE Saskatchewan), îles Aléoutiennes, E Sibérie, Extrême orient russe, Corée, N China, Japon, et Taïwan.
- Arabidopsis neglecta (Schultes)

Distribution: Carpates, Pologne, Roumanie, Slovaquie, et E Ukraine.
- Arabidopsis pedemontana (Boiss.)

Distribution: N-O Italie et probablement éteint en Suisse.
- Arabidopsis suecica (Fries) Norrlin, Meddel.

Distribution: Fennoscandinavie et la Baltique.
- Arabidopsis thaliana (L.) Heynh.

Distribution: Europe et Asie centrale, maintenant naturalisé dans le monde entier. Organisme modèle utilisé en génétique.

## Cytogénétique
Les analyses cytogénétiques ont montré que le nombre haploïde de chromosomes est variable et peut être n = 5, 8, 13, ou 16.
- Arabidopsis thaliana ; n=5 et la séquence complète d'ADN de cette espèce est connue depuis 2001.
- Arabidopsis suecica ; n=13 et est une espèce amphidiploïde issue de l'hybridation entre Arabidopsis thaliana et Arabidopsis arenosa.
- Arabidopsis neglecta ; n=8 comme les nombreuses sous-espèces de A. halleri.

Les nombreuses sous-espèces de A. lyrata et A. arenosa peuvent avoir soit n=8 (diploïde) ou n=16 (tétraploïde).
A. cebennensis, A. croatica and A. pedemontana n'ont pas été analysés au niveau cytologique (en 2005).

## Espèces reclassifiées
Les espèces suivantes jadis placées dans le genre Arabidopsis ne sont actuellement plus considérées comme appartenant à ce genre :
- A. bactriana =
- A. brevicaulis = Crucihimalaya himalaica
- A. bursifolia = Beringia bursifolia
- A. campestris = Crucihimalaya wallichii
- A. dentata = Murbeckiella pinnatifida
- A. drassiana =
- A. erysimoides = Erysimum hedgeanum
- A. eseptata = Olimarabidopsis umbrosa
- A. gamosepala = Neotorularia gamosepala
- A. glauca = Thellungiella salsuginea
- A. griffithiana = Olimarabidopsis pumila
- A. himalaica = Crucihimalaya himalaica
- A. huetii = Murbeckiella huetii
- A. kneuckeri = Crucihimalaya kneuckeri
- A. korshinskyi = Olimarabidopsis cabulica
- A. lasiocarpa = Crucihimalaya lasiocarpa
- A. minutiflora = Ianhedgea minutiflora
- A. mollis = Beringia bursifolia
- A. mollissima = Crucihimalaya mollissima
- A. monachorum = Crucihimalaya lasiocarpa
- A. mongolica = Crucihimalaya mongolica
- A. multicaulis = Arabis tibetica
- A. novae-anglicae = Neotorularia humilis
- A. nuda = Drabopsis nuda
- A. ovczinnikovii = Crucihimalaya mollissima
- A. parvula = Thellungiella parvula
- A. pinnatifida = Murbeckiella pinnatifida
- A. pumila = Olimarabidopsis pumila
- A. qiranica = Sisymbriopsis mollipila
- A. richardsonii = Neotorularia humilis
- A. russeliana = Crucihimalaya wallichii
- A. salsuginea = Thellungiella salsuginea
- A. sarbalica = Crucihimalaya wallichii
- A. schimperi = Robeschia schimperi
- A. stenocarpa = Beringia bursifolia
- A. stewartiana = Olimarabidopsis pumila
- A. stricta = Crucihimalaya stricta
- A. taraxacifolia = Crucihimalaya wallichii
- A. tenuisiliqua = Arabis tenuisiliqua
- A. tibetica = Crucihimalaya himalaica
- A. tibetica = Arabis tibetica
- A. toxophylla = Pseudoarabidopsis toxophylla
- A. trichocarpa = Neotorularia humilis
- A. trichopoda = Beringia bursifolia
- A. tschuktschorum = Beringia bursifolia
- A. tuemurnica = Neotorularia humilis
- A. verna = Drabopsis nuda
- A. virgata = Beringia bursifolia
- A. wallichii = Crucihimalaya wallichii
- A. yadungensis =

## Sources
- O'Kane Jr, S. L., & Al-Shehbaz, I. A. (1997). A synopsis of Arabidopsis (Brassicaceae): Novon 7: 323–327.
- Al-Shehbaz, I. A., O'Kane, Steve L. (2002). Taxonomy and Phylogeny of Arabidopsis (Brassicaceae). The Arabidopsis Book: 1-22. online version.
- O'Kane Jr, S. L., & Al-Shehbaz, I. A. (2003). Phylogenetic position and generic limits of Arabidopsis (Brassicaceae) based on sequences of nuclear ribosomal DNA: Annals of the Missouri Botanical Garden 90 (4): 603-612